# 塔马拉纳
塔马拉纳是巴西巴拉那州的一个市镇。总面积472.153平方公里，总人口11413人，人口密度24.2人/平方公里。